# Лист

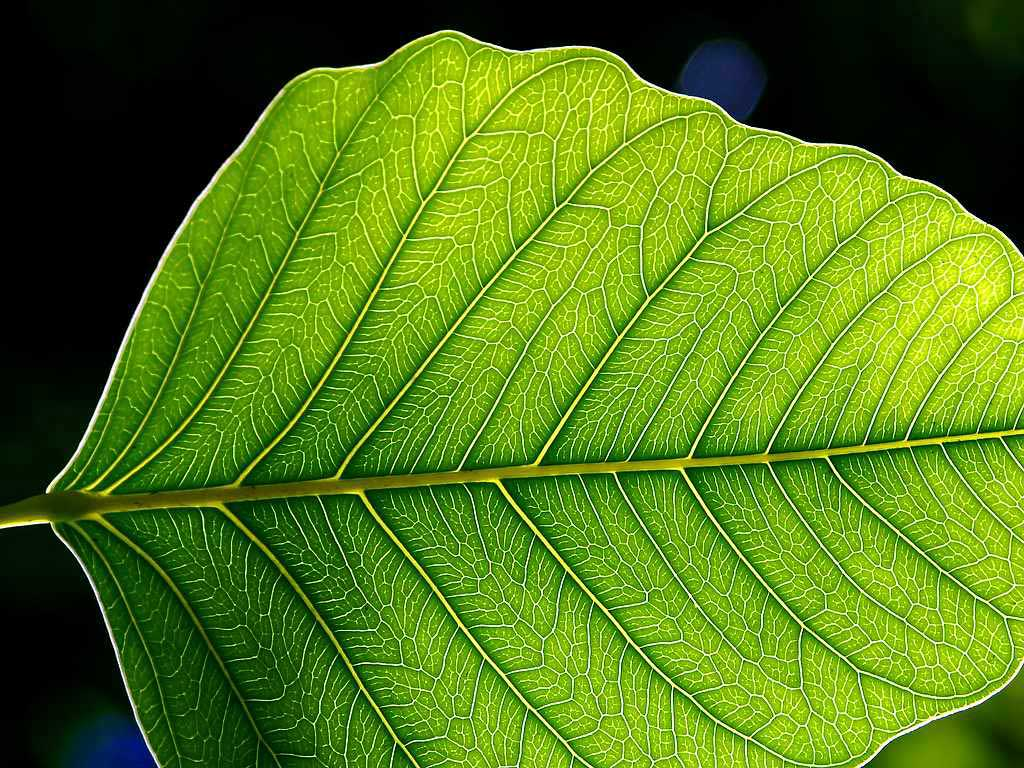
Лист

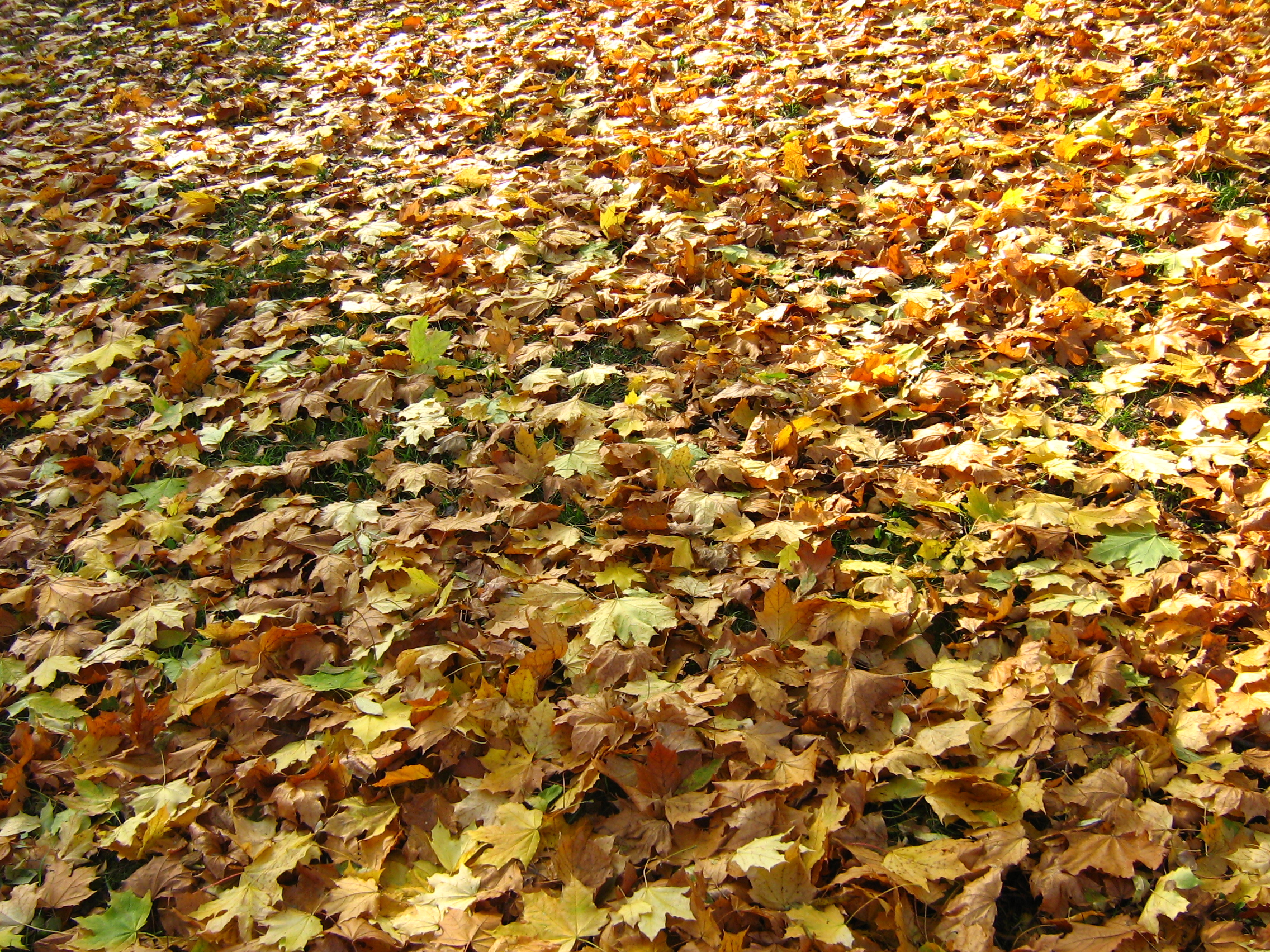
Осенние листья

Лист (множ. ли́стья, собир. листва́; лат. folium, греч. φύλλον) — в ботанике вегетативный орган растения, основными функциями которого является фотосинтез, газообмен и транспирация. Для этой цели лист, как правило, имеет пластинчатую структуру, чтобы дать клеткам, содержащим в хлоропластах специализированный пигмент хлорофилл, доступ к солнечному свету. Лист также является органом дыхания, испарения и гуттации (выделения капель воды) растения. Листья могут задерживать в себе воду и питательные вещества, а у некоторых растений выполняют и другие функции.

## Анатомия листьев

Строение листовой пластинки. Показаны палисадная (сверху, плотно упакованные клетки) и губчатая (снизу, рыхло расположенные клетки) части мезофилла, расположенные между верхним и нижним эпидермальными слоями

Как правило, лист состоит из следующих тканей:
- Эпиде́рмис — слой клеток, которые защищают от вредного воздействия среды и излишнего испарения воды. Часто поверх эпидермиса лист покрыт защитным слоем восковидного происхождения (кутикулой).
- Мезофи́лл, или паренхи́ма, — внутренняя хлорофиллоносная ткань, выполняющая основную функцию — фотосинтез.
- Сеть жи́лок, образованных проводящими пучками (проводящая ткань), состоящими из сосудов и ситовидных трубок, для перемещения воды, растворённых солей, сахаров и механических элементов.
- У́стьица — специальные комплексы клеток, расположенные, в основном, на нижней поверхности листьев; через них происходит испарение лишней воды (транспирация) и газообмен.

### Эпидерма
Эпидерма — наружный слой многослойной структуры клеток, покрывающий лист со всех сторон; пограничная область между листом и окружающей средой. Эпидерма выполняет несколько важных функций: защищает лист от излишнего испарения, регулирует газообмен с окружающей средой, выделяет вещества обмена и в некоторых случаях впитывает воду. Большинство листьев имеют дорсовентральную анатомию: верхняя и нижняя поверхности листа имеют различную структуру и выполняют разные функции.
Эпидерма обычно прозрачна (в её строении отсутствуют либо присутствуют в недостаточном количестве хлоропласты) и снаружи покрыта защитным слоем восковидного происхождения (кутикула), который препятствует испарению. Кутикула нижней части листа, как правило, тоньше, чем на верхней, и толще в биотопах с засушливым климатом по сравнению с теми биотопами, где недостаток влаги не ощущается.
В состав ткани эпидермы входят следующие типы клеток: эпидермальные (или двигательные) клетки, защитные клетки, вспомогательные клетки и трихомы. Эпидермальные клетки самые многочисленные, крупные и наименее приспособленные. У однодольных растений они более растянуты, чем у двудольных. Эпидерма покрыта порами, называемыми устьицами, которые являются частью целого комплекса, состоящего из поры, со всех сторон окружённой содержащими хлоропласт защитными клетками, и от двух до четырёх побочных клеток, в которых хлоропласт отсутствует. Этот комплекс регулирует испарение и газообмен листа с окружающей средой. Как правило, количество устьиц на нижней части листа больше, чем на верхней. У многих видов поверх эпидермиса вырастают трихомы.

### Мезофилл
Бо́льшую часть внутренности листа между верхним и нижним слоями эпидермиса составляет паренхима (основная ткань), или мезофилл. В норме мезофилл образован хлорофиллсинтезирующими клетками, поэтому употребляется и синонимичное название — хлоренхима. Продукт фотосинтеза называется фотосинтат.
У папоротников и большинства цветковых растений мезофилл разделён на два слоя:
- Верхний, палисадный слой плотно упакованных, вертикально-расположенных клеток прямо под верхним слоем эпидермиса; толщиной в одну или две клетки. Клетки этого слоя содержат гораздо больше хлоропластов, чем в нижележащем губчатом слое. Длинные клетки цилиндрической формы, как правило, уложены в один — пять слоёв. Они, находясь близко к границе листа, расположены оптимально для получения солнечного света. Небольшие промежутки между клетками используются для поглощения углекислого газа. Промежутки должны быть достаточно малыми, чтобы поддерживать капиллярное действие по передаче воды. Растения должны адаптировать свою структуру для оптимального получения света при различных природных состояниях, таких как солнце или тень — солнечные листья имеют многослойный палисадный слой, в то время как теневые и старые, лежащие близко к земле листья имеют только один слой.
- Клетки нижнего, губчатого слоя упакованы рыхло и, вследствие этого, губчатая ткань обладает большой внутренней поверхностью благодаря развитой системе межклетников, сообщающихся друг с другом и с устьицами. Рыхлость губчатой ткани играет важную роль в газообмене листа кислородом, углекислым газом и парами воды.

Листья обычно окрашены в зелёный цвет благодаря хлорофиллу — фотосинтезирующему пигменту, находящемуся в хлоропластах — зелёных пластидах. Растения, у которых ощущается недостаток либо отсутствие хлорофилла, не могут фотосинтезировать.
В некоторых случаях (см. Растительные химеры) в результате соматических мутаций возможно образование участков мезофилла мутантными клетками, не синтезирующими хлорофилл, при этом листья таких растений имеют пёструю окраску, обусловленную чередованием участков нормального и мутантного мезофилла (см. Пестролистность).
Растения в умеренных и северных широтах, а также в сезонно-сухих климатических зонах могут быть листопадными, то есть их листья с приходом неблагоприятного сезона опадают либо отмирают. Этот механизм имеет название сбрасывания, или опадания. На месте опавшего листа на веточке образуется рубец — листовой след. В осенний период листья могут окраситься в жёлтый, оранжевый или красный цвет, так как с уменьшением солнечного света растение уменьшает выработку зелёного хлорофилла, и лист приобретает окраску вспомогательных пигментов, таких как каротиноиды и антоцианы.

### Жилки
Жилки листа являются сосудистой тканью и расположены в губчатом слое мезофилла. По рисунку разветвления жилки, как правило, повторяют структуру разветвления растения. Жилки состоят из ксилемы — ткани, служащей для проведения воды и растворённых в ней минеральных веществ, и флоэмы — ткани, служащей для проведения органических веществ, синтезируемых листьями. Обычно ксилема лежит поверх флоэмы. Вместе они образуют основную ткань, называемую сердцевиной листа.
Расположение жилок на листе растения в ботанике называется узором жилкования.

## Морфология листа

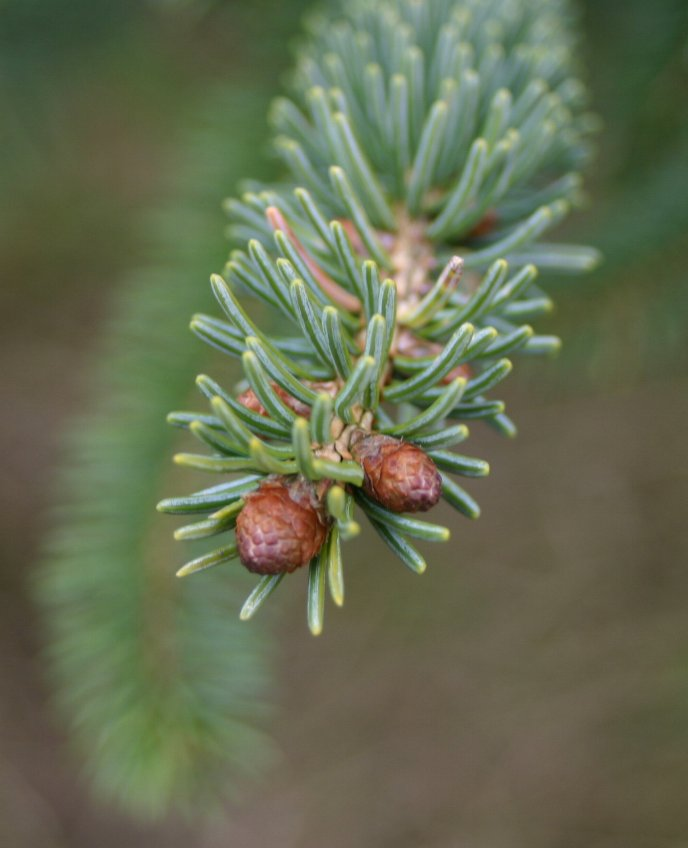
Хвоя Ель канадская|ели канадской (Picea glauca)

Лист покрытосеменных растений состоит из черешка (стебелька листа), листовой пластинки (лопасти) и прилистников (парных придатков, расположенных по обеим сторонам основания черешка). Место, где черешок примыкает к стеблю, называется влагалищем листа. Угол, образованный листом (черешком листа) и вышерасположенным междоузлием стебля, называется пазухой листа. В пазухе листа может образоваться почка (которая в этом случае называется пазушной почкой), цветок (называется пазушным цветком), соцветие (называется пазушным соцветием).
Не все растения имеют все вышеперечисленные части листьев, у некоторых видов парные прилистники чётко не выражены либо отсутствуют; может отсутствовать черешок, а структура листа может не быть пластинчатой. Огромное разнообразие строения и расположения листьев перечислены ниже.
Внешние характеристики листа, такие как форма, края, волосистость и т. д., очень важны для идентификации вида растения, и ботаники создали богатую терминологию для описания этих характеристик. В отличие от других органов растения, листья являются определяющим фактором, так как они вырастают, образуют определённый рисунок и форму, а потом опадают, в то время как стебли и корни продолжают свой рост и видоизменение в течение всей жизни растения и по этой причине не являются определяющим фактором.
Примеры терминологии, используемой в классификации листьев, можно найти в иллюстрированной английской версии Викиучебника.

### Основные типы листьев
- Листовидный отросток у определённых видов растений, таких как папоротники.
- Листья хвойных деревьев, имеющих игловидную либо шиловидную форму (хвоя).
- Листья покрытосеменных (цветковых) растений: стандартная форма включает в себя прилистник, черешок и листовую пластинку.
- Плауновидные (Lycopodiophyta) имеют микрофилловые листья.
- Обвёрточные листья (тип, встречающийся у большинства трав)

### Расположение на стебле
По мере роста стебля листья располагаются на нём в определённом порядке, который обусловливает оптимальный доступ к свету. Листья появляются на стебле по спирали, как по часовой стрелке, так и против неё, под определённым углом расхождения (дивергенции). 
Различают несколько основных вариантов листорасположения:
- Очерёдное (последовательное, рассеянное или спиральное) — листья располагаются по одному (в очередь) на каждый узел (берёза, яблоня, роза, традесканция, циссус, пеларгония). Наиболее распространено.
- Супроти́вное — листья располагаются по два на каждом узле и обычно перекрёстно-попарно, то есть каждый последующий узел на стебле повёрнут относительно предыдущего на угол 90°; либо двумя рядами, без поворота узлов (сирень, яснотка, мята, жасмин, фуксия). Частный случай мутовчатого, является важным и постоянным признаком ряда крупных семейств цветковых: губоцветных, гвоздичных и др.
- Муто́вчатое — листья располагаются по три и более на каждом узле стебля — мутовке. Как и супротивные листья, мутовки могут быть перекрёстными, когда каждая последующая мутовка повёрнута относительно предыдущей на угол 90°, или на половину угла между листьями. Супротивные листья могут показаться мутовчатыми на конце стебля (элодея, вороний глаз, олеандр).
- Розе́точное — листья, расположенные в розетке — все листья находятся на одной высоте и расположены по кругу (камнеломка, хлорофитум, агава).

### Стороны листа
У любого листа в морфологии растений есть две стороны: абаксиальная и адаксиальная.
Абаксиа́льная сторона (от лат. ab — «от» и лат. axis — «ось») — сторона бокового органа побега (листа или спорофилла) растения, обращённая при закладке от конуса нарастания (вершины) побега. Другие названия — спинная сторона, дорзальная сторона.
Противоположная ей сторона называется адаксиа́льной (от лат. ad — «к» и лат. axis — «ось»). Другие названия — брюшная сторона, вентральная сторона.
В подавляющем большинстве случаев абаксиальная сторона — это поверхность листа или спорофилла, обращённая к основанию побега, однако изредка сторона, закладывающаяся абаксиально, разворачивается в процессе развития на 90° или 180° и располагается параллельно продольной оси побега или обращается к его вершине. Это характерно, например, для хвои некоторых видов ели.
Термины «абаксиальный» и «адаксиальный» удобны тем, что позволяют описывать структуры растений, используя само растение как систему отсчёта и не прибегая к двусмысленным обозначениям типа «верхняя» или «нижняя» сторона. Так, для побегов, направленных вертикально вверх, абаксиальная сторона боковых органов будет, как правило, нижней, а адаксиальная — верхней, однако если ориентация побега отклоняется от вертикальной, то термины «верхняя» и «нижняя» сторона могут ввести в заблуждение.

### Разделение листовых пластинок
По тому, как листовые пластинки разделены, могут быть описаны две основные формы листьев.
- Простой лист состоит из единственной листовой пластинки и одного черешка. Хотя он может состоять из нескольких лопастей, промежутки между этими лопастями не достигают основной жилки листа. Простой лист всегда опадает целиком.
  - Если выемки по краю простого листа не достигают четверти полуширины листовой пластины, то такой простой лист называется цельным[2].
- Сложный лист состоит из нескольких листочков, расположенных на общем черешке (который называется рахис). Листочки, помимо своей листовой пластинки, могут иметь свой черешок (который называется черешочек, или вторичный черешок) и свои прилистники (который называются прилистничками, или вторичными прилистниками). В сложном листе каждая пластинка опадает отдельно. Так как каждый листочек сложного листа можно рассматривать как отдельный лист, при идентификации растения очень важно определить местонахождение черешка. Сложные листья являются характерными для некоторых высших растений, таких как бобовые.
  - У пальчатых (или лапчатых) листьев все листовые пластинки расходятся по радиусу от окончания корешка подобно пальцам руки. Главный черешок листа отсутствует. Примерами таких листьев может служить конопля (Cannabis) и конский каштан (Aesculus).
  - У перистых листьев листовые пластинки расположены вдоль основного черешка. В свою очередь, перистые листья могут быть непарноперистыми, с верхушечной листовой пластинкой, например, ясень (Fraxinus); и парноперистыми, без верхушечной пластинки, например, растения из рода Swietenia.
  - У двуперистых листьев листья разделены дважды: пластинки расположены вдоль вторичных черешков, которые в свою очередь прикреплены к главному черешку; например, альбиция (Albizia).
  - У трёхлистных листьев имеется только три пластинки; например, клевер (Trifolium), бобовник (Laburnum).
  - Перистонадрезные листья напоминают перистые, но пластинки у них не полностью разделены; например, некоторые рябины (Sorbus).

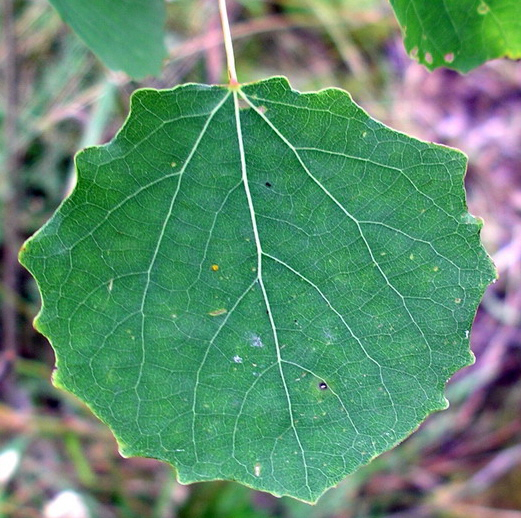
Простой лист, Осина (Populus tremula)
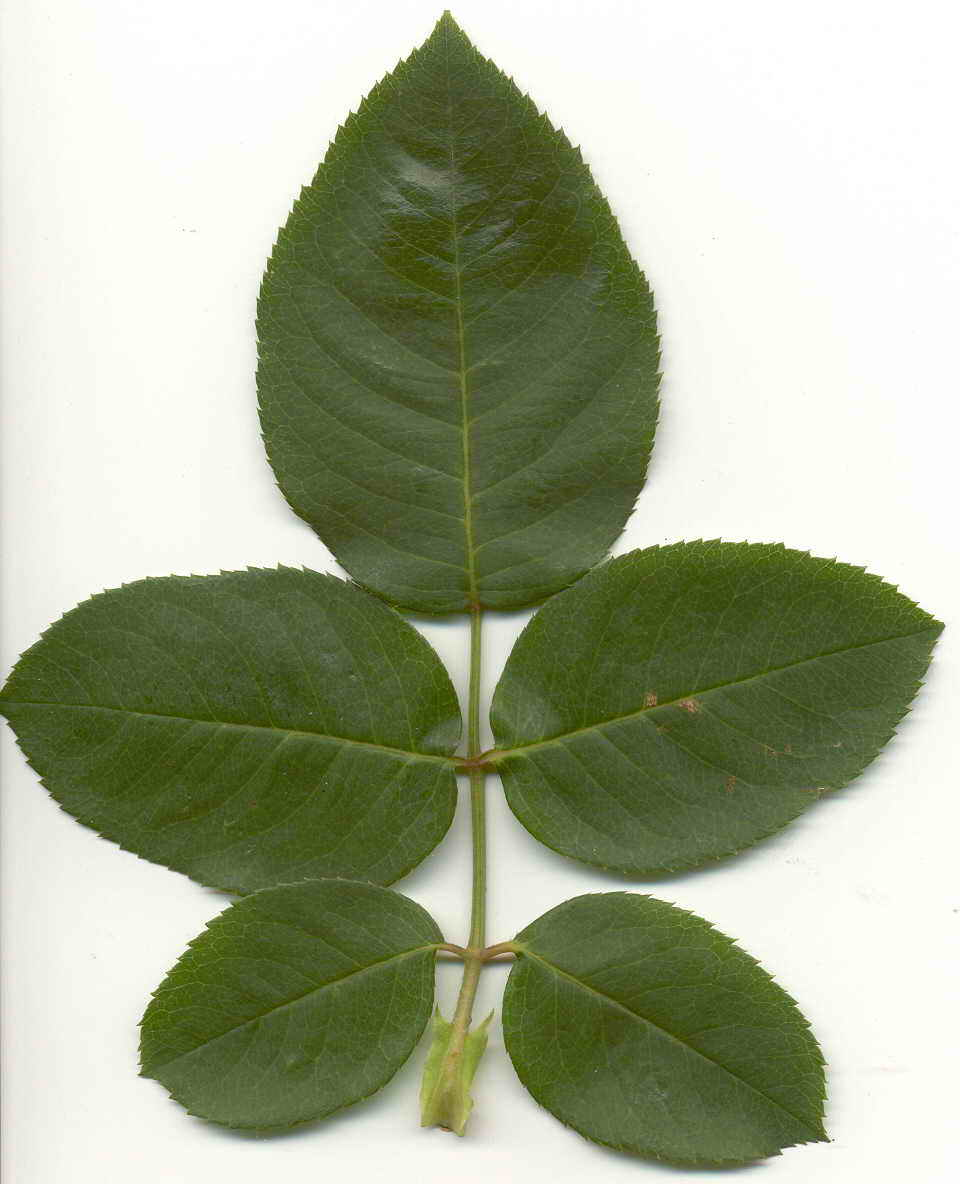
Непарноперистый лист, Роза (Rosa)
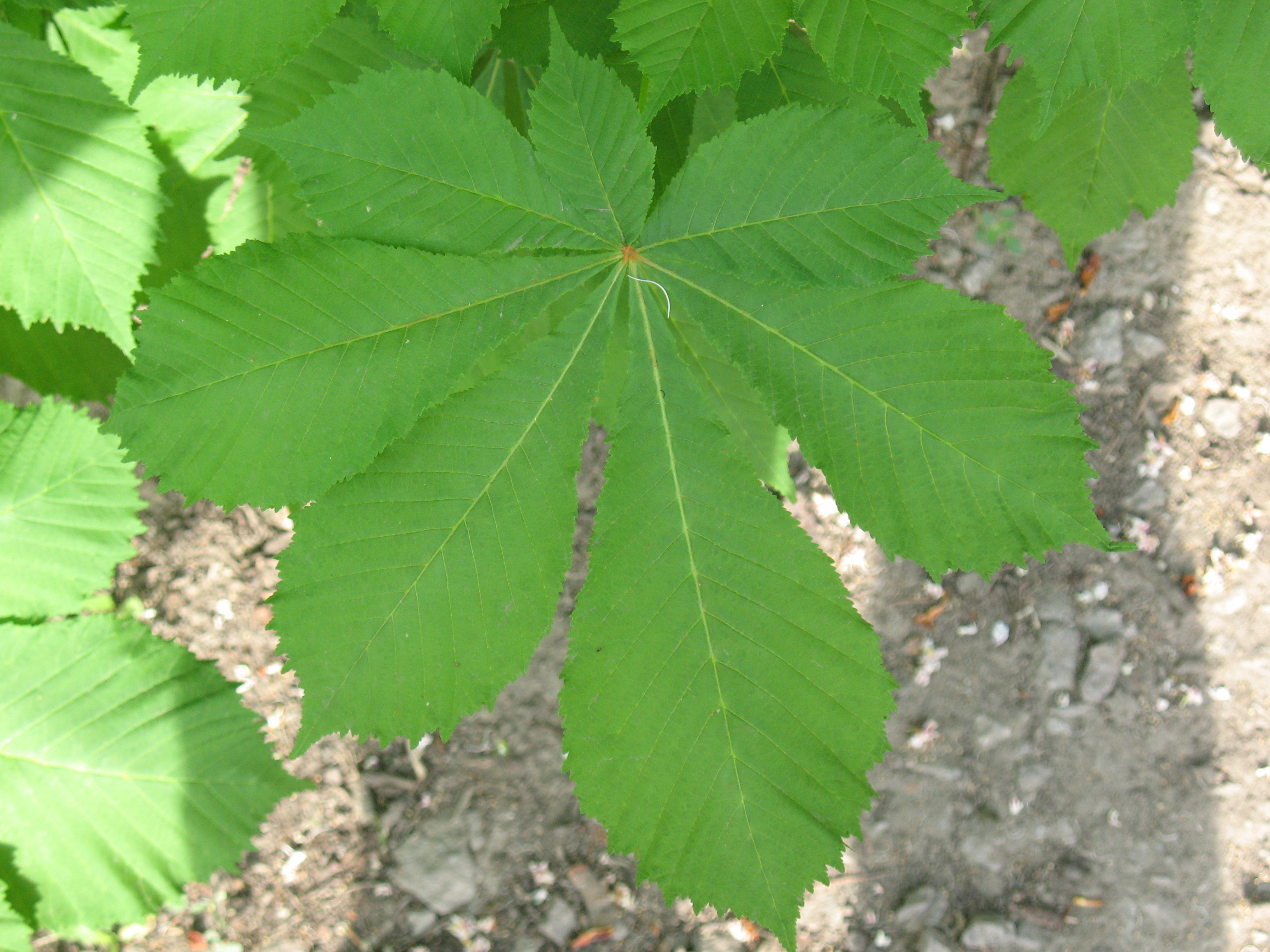
Пальчатый лист, Конский каштан обыкновенный (Aesculus hippocastanum)
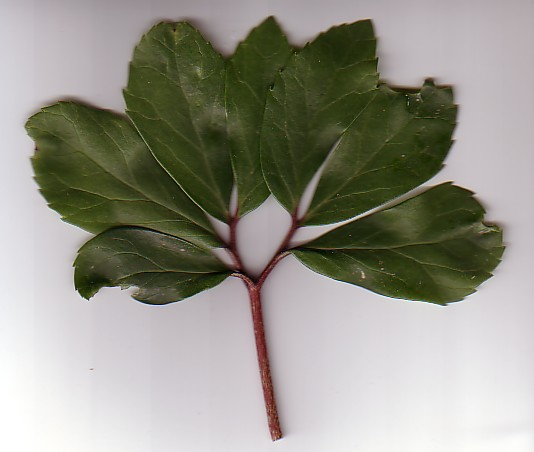
Пальчато-рассечённый[3] лист, Морозник чёрный (Helleborus niger)

### Характеристики черешков
Черешковые листья имеют черешок — стебелёк, к которому они крепятся. У щитовидных листьев черешок прикреплён внутри от края пластинки. Сидячие и обвивающие листья черешка не имеют. Сидячие листья крепятся прямо к стеблю; у обвивающих листьев листовая пластинка полностью либо частично обволакивает стебель, так что создаётся впечатление, что побег растёт прямо из листа (пример — Клайтония пронзённолистная, Claytonia perfoliata). У некоторых видов акации, например у вида Acacia koa, черешки увеличены и расширены и выполняют функцию листовой пластинки — такие черешки называют филло́дии. На конце филлодия нормальный лист может существовать, а может и не существовать.
У некоторых растений та часть черешка, которая находится около основания листовой пластинки, утолщена. Это утолщение называется коленце, или геникулум (лат. geniculum). Коленце свойственно, к примеру, для многих растений семейства Ароидные.

### Характеристики прилистника
Прили́стник, присутствующий на листьях многих двудольных растений, является придатком на каждой стороне основания черешка и напоминает маленький листик. Прилистники могут опадать по мере роста листа, оставляя после себя рубец; а могут и не опадать, оставаясь вместе с листом (например, так происходит у розовых и бобовых).
Прилистники могут быть:
- свободные
- сросшиеся — слитые с основанием черешка
- раструбовидные — в виде раструба (пример — ревень, Rheum)
- опоясывающие основание черешка
- межчерешковые, между черешками двух супротивных листьев
- межчерешковые, между черешком и противолежащим стеблем

### Жилкование
Существует два подкласса жилкования: краевое (основные жилки доходят до концов листьев) и дуговидное (основные жилки проходят почти до краёв листа, но поворачивают, не доходя до него).
Типы жилкования:
- Сетчатое — локальные жилки расходятся от основных подобно пёрышку и разветвляются на другие маленькие жилки, таким образом создавая сложную систему. Такой тип жилкования типичен для двудольных растений. В свою очередь сетчатое жилкование делится на:
  - Перистонервное жилкование — лист имеет обычно одну основную жилку и множество более мелких, ответвляющихся от основной и идущих параллельно друг к другу. Пример — яблоня (Malus).
  - Радиальное — лист имеет три основных жилки, исходящих от его основания. Пример — краснокоренник, или цеанотус (Ceanothus).
  - Пальчатое — несколько основных жилок радиально расходятся недалеко от основания черешка. Пример — клён (Acer).
- Параллельное — жилки идут параллельно вдоль всего листа, от его основания до кончика. Типично для однодольных растений, таких как злаки (Poaceae).
- Дихотомическое — доминирующие жилки отсутствуют, жилки разделяются на две. Встречается у гинкго (Ginkgo) и некоторых папоротников.

У некоторых однодольных растений центральная жилка (вместе с сопутствующими ей механическими тканями) образует на нижней поверхности листовой пластинки (а у некоторых растений и на влагалище) длинный выступ, который имеет название киль.

## Терминология листа

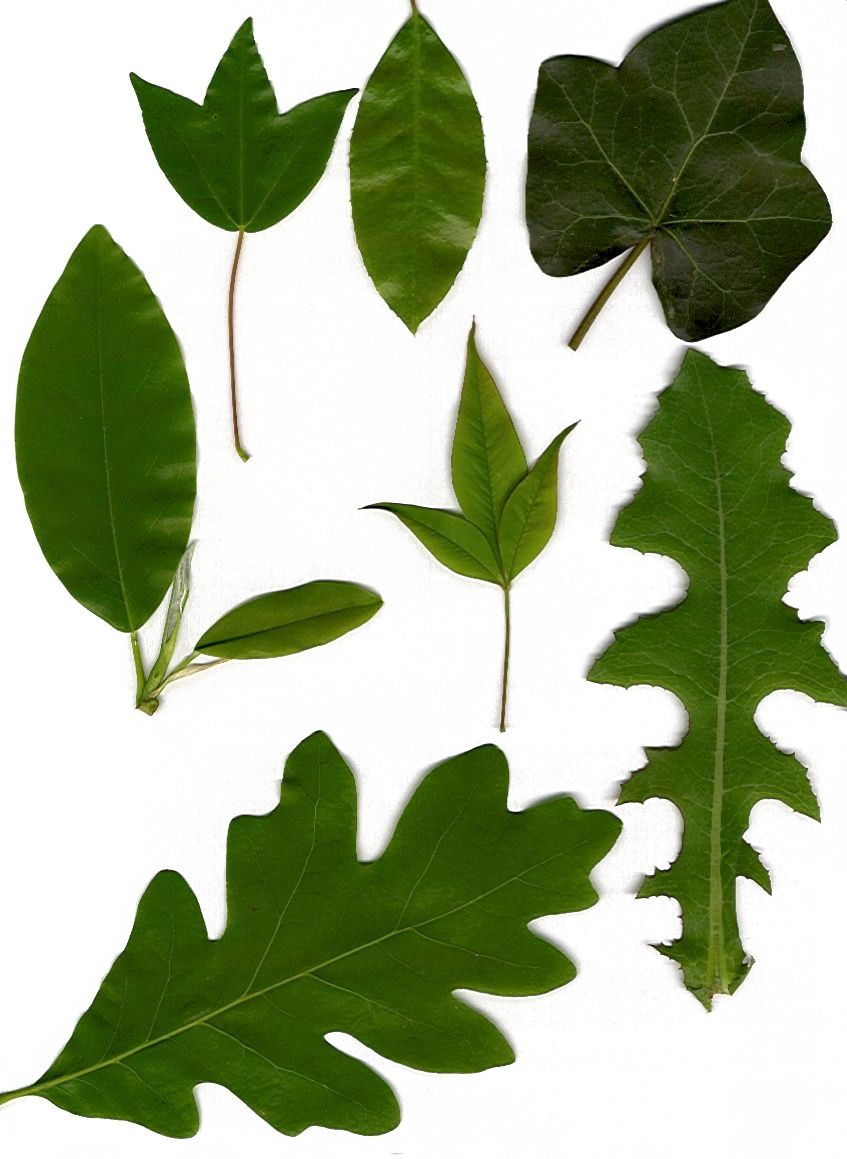
Листья различной формы
По часовой стрелке, начиная с правого угла: тройной лопастный, овальный с мелкопильчатым краем, щитовидный с пальчатым жилкованием, заострённый непарноперистый (в центре), перисто-рассечённый, лопастной, овальный с цельнокрайным краем

### Форма листа
По своей форме лист может быть:
- Веерообразный: полукруглый, или в виде веера
- Двоякоперистый: каждый листик перистый
- Дельтовидный: лист треугольный, крепится к стеблю в основании треугольника
- Дланевидный: разделённый на много лопастей
- Заострённый: клиновидный с длинной вершиной
- Игольчатый: тонкий и острый
- Клинообразный: лист треугольный, лист крепится к стеблю на вершине
- Копьевидный: острый, с колючками
- Ланцетный: лист длинный, широкий посередине
- Линейный: лист длинный и очень узкий
- Лопастный: с несколькими лопастями
- Лопатовидный: лист в виде лопаты
- Непарноперистый: перистый лист с верхушечным листиком
- Обратноланцетовидный: верхняя часть шире, чем нижняя
- Обратносердцевидный: лист в виде сердца, крепится к стеблю на выступающем конце
- Обратнояйцевидный: в виде слезы, лист крепится к стеблю на выступающем конце
- Овальный: лист овальный, с коротким концом
- Овальный: лист овальный, яйцевидный, с заострённым концом в основании
- Однолопастный: с одним листиком
- Округлый: круглой формы
- Пальчатый: лист разделён на пальцевидные лопасти
- Парноперистый: перистый лист без верхушечного листика
- Перисто-рассечённый (уст. перисторасечённый): простой рассечённый лист, у которого сегменты расположены симметрично относительно оси листовой пластины и зассечены более чем на ⅔ полуширины листовой пластинки[2][4]
- Перистый: два ряда листиков
- Почковидный: лист в форме почки
- Рассечённый: листовая пластинка такого листа имеет вырезы, достигающие более двух третей её полуширины; части листовой пластинки рассечённого листа называются сегментами[2]
- Ромбовидный: лист в форме ромба
- Серповидный: в виде серпа
- Сердцевидный: в виде сердца, лист крепится к стеблю в районе ямочки
- Стреловидный: лист в виде наконечника стрелы, с расширяющимися лопастями в основании
- Триждыперистый: каждый листочек в свою очередь делится на три
- Тройчатый: лист разделён на три листочка
- Шиловидный: в виде шила
- Щитовидный: лист закруглённый, стебель крепится снизу

### Край листа
Край листа часто является характеристикой рода растения и помогает определить вид:
- Цельнокрайный — с гладким краем, без зубцов
- Реснитчатый — с бахромой по краям
- Зубчатый — с зубчиками, как у каштана. Шаг зубчика может быть большой и маленький
  - Округлозубчатый — с волнообразными зубцами, как у бука.
  - Мелкозубчатый — с мелкими зубчиками
- Лопастной — изрезанный, с вырезами, не достигающими середины, как у многих дубов
- Пильчатый — с несимметричными зубчиками, направленными вперёд в сторону макушки листа, как у крапивы.
  - Двупильчатый — каждый зубчик имеет более мелкие зубчики
  - Мелкопильчатый — с мелкими несимметричными зубчиками
- Выемчатый — с глубокими, волнообразными вырезами, как у многих видов щавеля
- Колючий — с неэластичными, острыми концами, как у некоторых падубов и чертополоха.

## Эволюционное возникновение листа
Лист в эволюции растений возникал 2 раза. В девоне возник энационный лист, называемый также филлоидом и микрофиллом. Он возникал как чешуевидный вырост на побеге, служивший для увеличения площади фотосинтезирующей поверхности. Этот вырост нужно было снабжать водой и забирать из него продукты фотосинтеза, поэтому в него проникла проводящая система. Сейчас такие листья характерны для плауновидных и псилотовидных. Листовой след микрофилла причленяется к стеле без образования листовых лакун. Закладывается он в апикальной меристеме. Во второй раз возник теломный лист или макрофилл. Он возник на базе группы теломов, расположенных в одной плоскости, которые уплощились и срослись. Фактически такой лист рассматривается как плосковетвь. Данный вид листа характерен для хвощей, папоротников, голосеменных и цветковых.
Есть также точка зрения, что энации — это редукция макрофиллов.

## Адаптации листьев

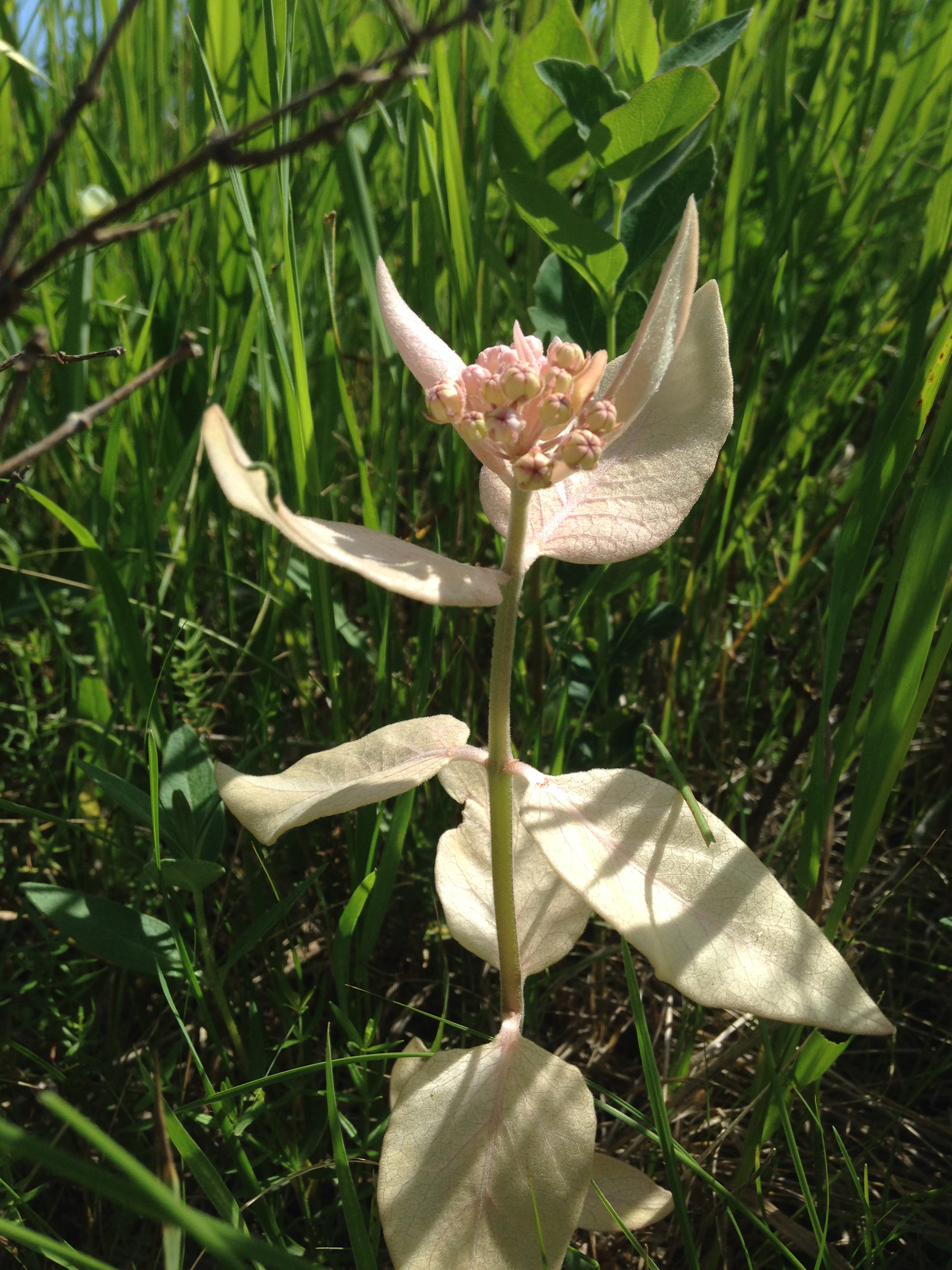
Белые листья у ваточника сирийского страдающего альбинизмом

В процессе эволюции листья адаптировались к различным климатическим условиям:
- Поверхность листа избегает смачивания и загрязнения — так называемый «эффект лотоса».
- Изрезанные листья уменьшают воздействие ветра.
- Волосяной покров на поверхности листа удерживает влагу в засушливом климате, препятствует её испарению.
- Восковой налёт на поверхности листа препятствует испарению воды.
- Блестящие листья отражают солнечный свет.
- Уменьшение размера листа вкупе с передачей функции фотосинтеза от листа к стеблю уменьшает потерю влаги.
- В сильноосвещённых местах у некоторых растений полупрозрачные окна фильтруют свет перед тем, как он попадёт во внутренние слои листа (как у фенестрарии).
- Толстые, мясистые листья запасаются водой.
- Зубчики по краю листьев характеризуются повышенной интенсивностью фотосинтеза, транспирации (в итоге и пониженной температурой), в результате чего на заострениях конденсируются пары воды и образуются капли росы.
- Ароматические масла, яды и феромоны, вырабатываемые листьями, отпугивают травоядных животных (как у эвкалипта).
- Включение листьями в свой состав кристаллизированных минералов отпугивает травоядных животных.

## Видоизменения листьев
Некоторые растения изменяют (и нередко весьма существенно) строение листьев для той или иной цели. Видоизменённые листья могут выполнять функции защиты, запаса веществ и другие. Известны следующие метаморфозы:
- Листовые колючки — могут быть производными листовой пластинки — одревесневшие жилки (барбарис), или в колючки могут превращаться прилистники (акация). Такие образования выполняют защитную функцию. Колючки могут образовываться и из побегов (см. Видоизменения стеблей). Отличия: колючки, образованные из побегов, растут из пазух листа.
- Ловчие листья — это видоизменённые листья, служащие ловчими органами хищных растений. Механизмы ловли могут быть разными: капельки клейкого секрета на листьях (росянка), пузырьки с клапанами (пузырчатка) и т. д.
- Мешковидные листья образуются вследствие срастания краёв листа вдоль средней жилки таким образом, что получается мешок с отверстием наверху. Бывшие верхние стороны листьев становятся внутренними в мешке. Получившаяся ёмкость служит для хранения воды. Через отверстия внутрь врастают придаточные корни, поглощающие эту воду. Мешковидные листья характерны для тропической лианы Dischidia major.
- Прицветники — видоизменённые листья, в пазухах которых располагаются цветки или соцветия.
- Суккулентные листья — листья, служащие для запасания воды (алоэ, агава).
- Усики образуются из верхних частей листьев. Выполняют опорную функцию, цепляясь за окружающие предметы (например, чина, горох).
- Филлодии — черешки, приобретающие листовидную форму, осуществляющие фотосинтез. При этом настоящие листочки редуцируются.